# GOES 14
El GOES 14, conegut com a GOES-O abans d'entrar en servei, va ser un satèl·lit meteorològic operat per la National Oceanic and Atmospheric Administration dels Estats Units com a part del sistema Geostationary Operational Environmental Satellite. La nau va ser construïda per Boeing i es basa en el model de satèl·lit BSS-601. És el segon de tres satèl·lits GOES en utilitzar el model BSS-601, després del GOES 13, ue va ser llançat al maig de 2006.
Va ser llançat per United Launch Alliance a bord d'un coet Delta IV-M+(4,2) a les 22:51 GMT del 27 de juny de 2009, des del Space Launch Complex 37B al Cape Canaveral Air Force Station. En arribar a l'òrbita geoestacionària, el 7 de juliol, que va passar a denominar-se GOES 14. Es va sotmetre a una sèrie de 6 mesos de proves després del llançament abans de completar la seva fase de comprovació i a continuació, es va col·locar en "mode d'emmagatzematge orbital" o en reserva. La seva primera imatge completa va ser enviat el 27 de juliol de 2009.
El GOES 14 va ser tret de l'emmagatzematge i va començar amb un minut d'exploracions ràpides de l'Huracà Isaac el 24 d'agost de 2012. En el 24 de setembre de 2012, va assumir el paper de GOES-East després que el GOES 13 va experimentar dificultats tècniques. L'1 d'octubre de 2012 va començar a moure's cap a l'est a una velocitat de .9 graus per dia a una posició geoestacionària definitiva de 75 graus de longitud oest a una millor cobertura de la conca de l'Atlàntic, mentre que la resolució de problemes i reparació del GOES 13 continua.

## Llançament
El primer intent de llançar el GOES-O va ser el 26 de juny de 2009, durant una finestra de llançament que va des de les 22:14-23:14 GMT (18:14-19:14 EDT).A causa de la pluja i llamps en el lloc de llançament, el llançament es va retardar des de l'inici de la finestra a les 22:44 GMT, i una vegada que això passés, es va restablir fins al final de la finestra. A les 22:59 GMT, es va aturar el llançament, ja que els molins de camp va detectar un fort camp elèctric inacceptable en l'atmosfera, i es va requerir quinze minuts d'aquesta neteja per tal de posar en marxa - ja que estava en la finestra de llançament. The weather satellite was eventually launched on 27 June 2009.

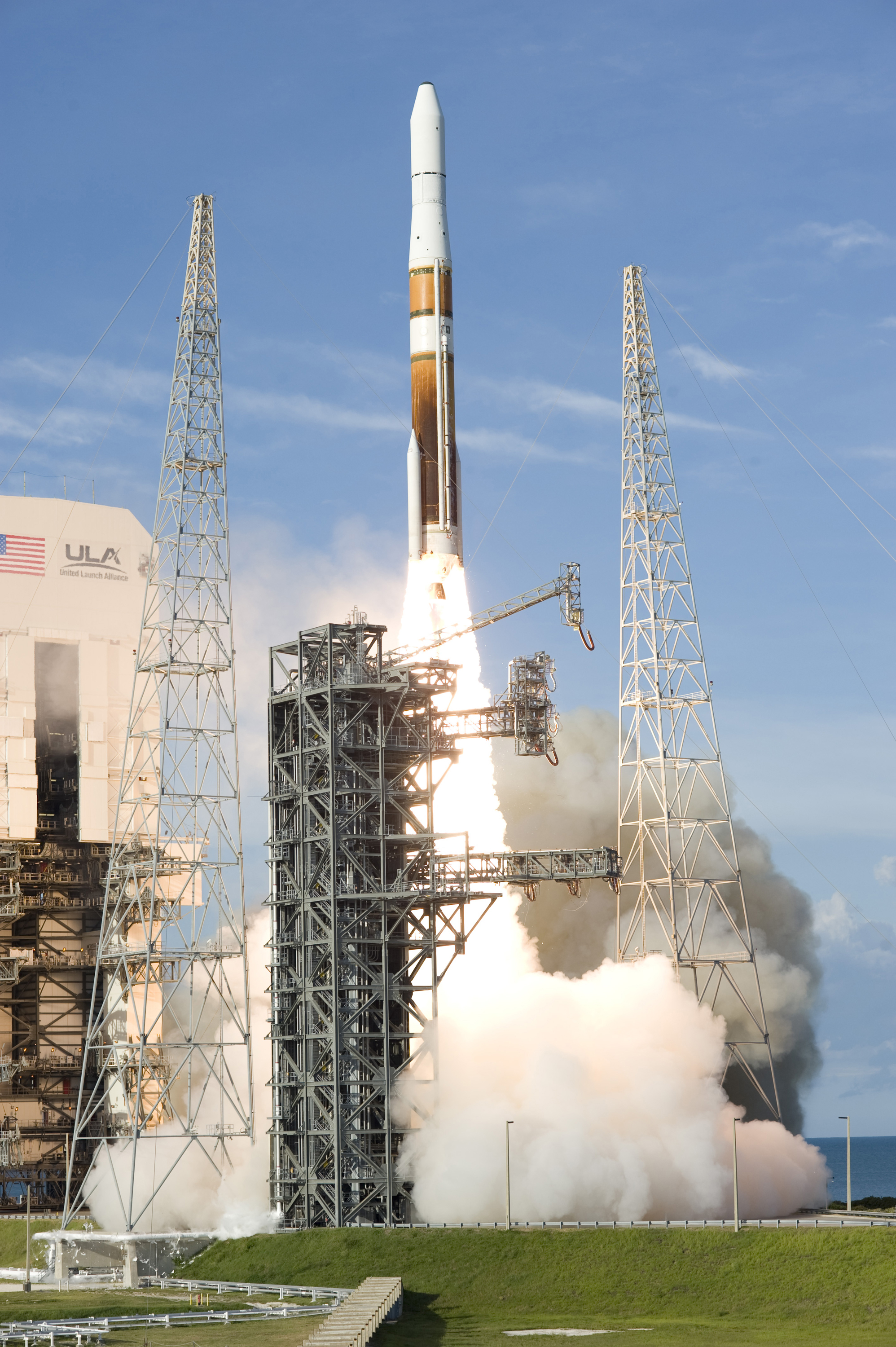
Llançament del GOES-O.
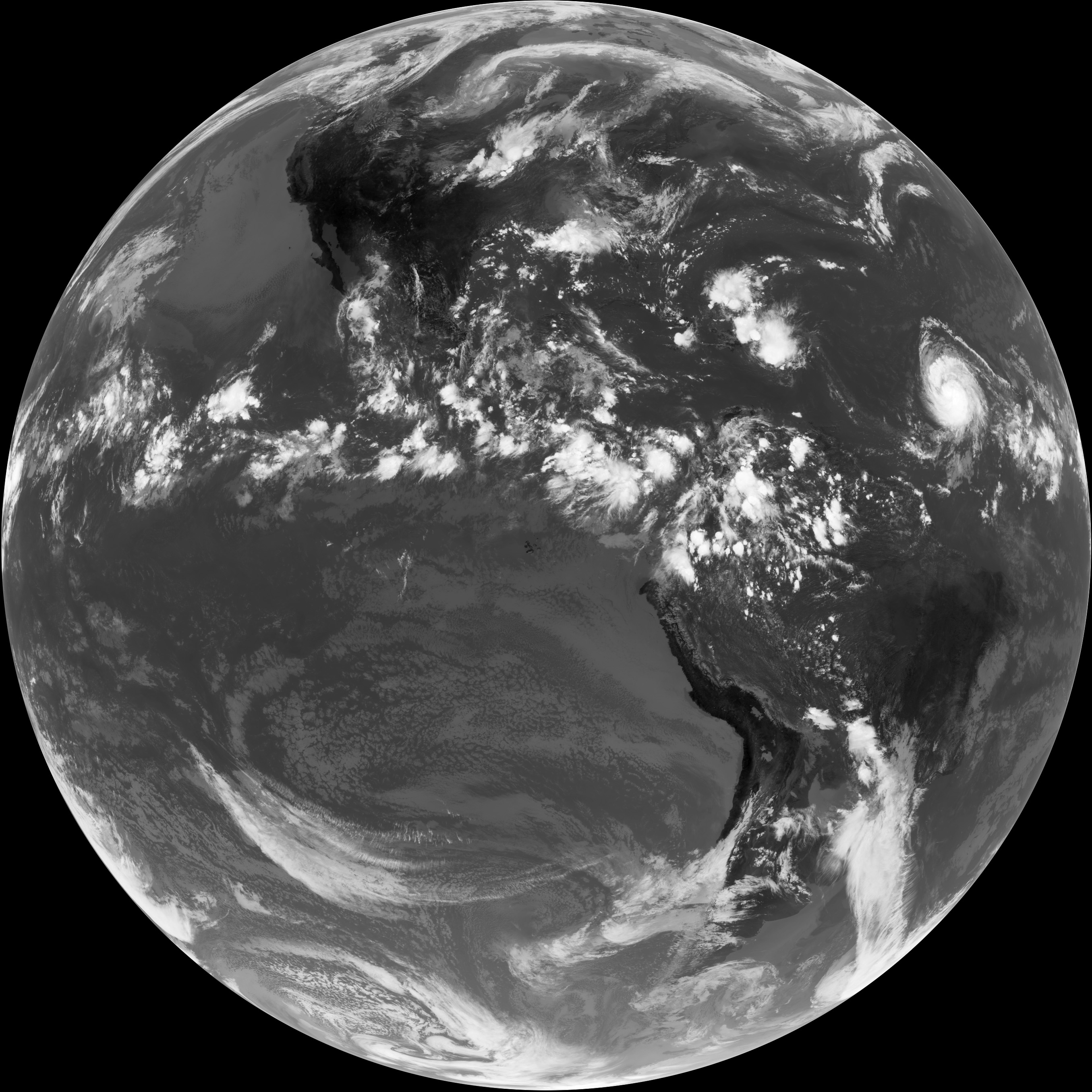
Aquesta és la primera de tot el disc tèrmic infraroig (IR) pel GOES 14.